# Janko Božović
Pour les articles homonymes, voir Božović.

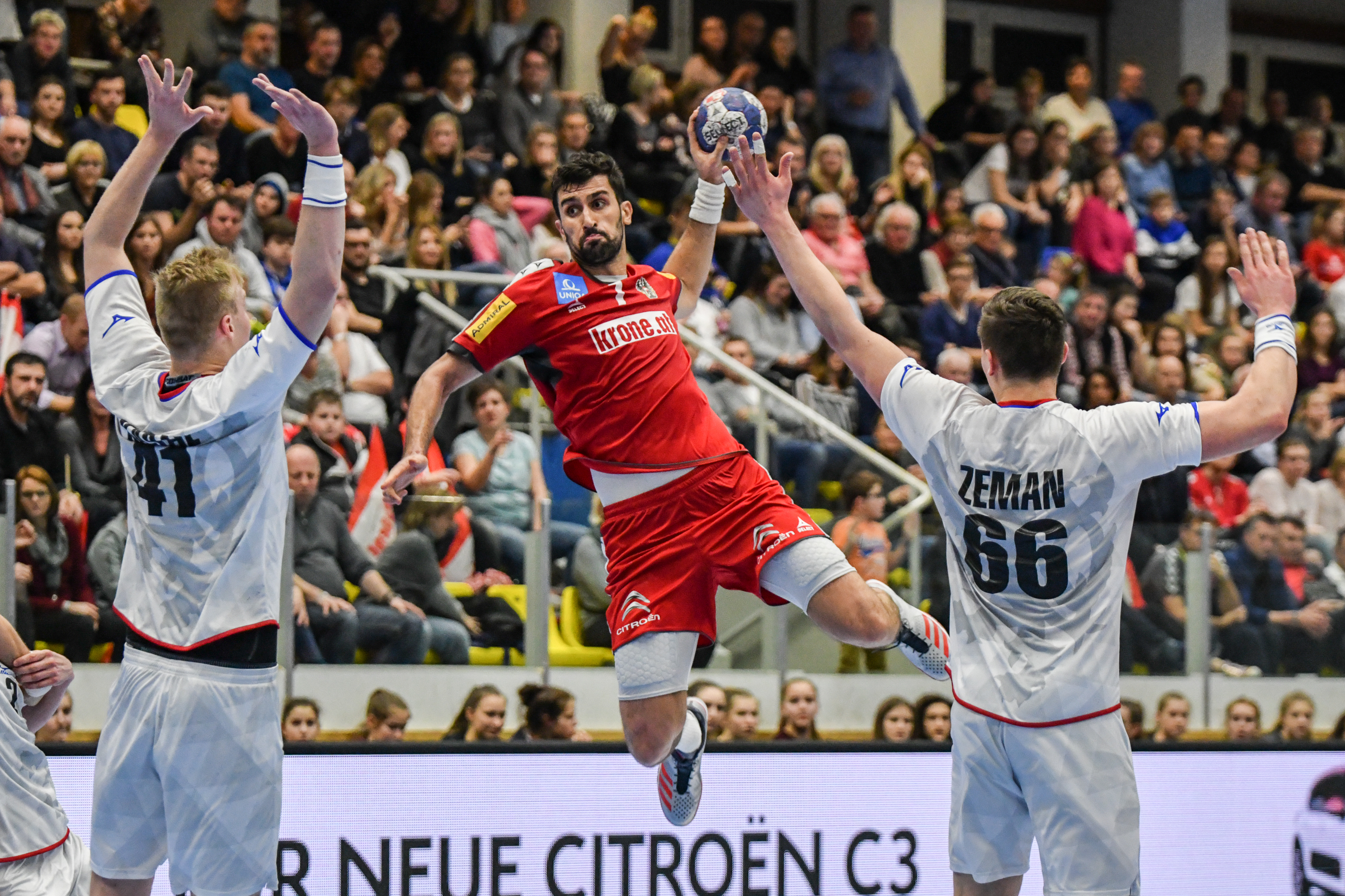
Janko Božović en action avec l'Autriche en janvier 2018.

Janko Božović, né le 14 juillet 1985 à Bar en Yougoslavie (aujourd'hui au Monténégro), est un handballeur autrichien évoluant au poste d'arrière. International autrichien, il est le fils de Stanka Božović, joueuse yougoslave naturalisée autrichienne au début des années 1990.

## Palmarès
- Vainqueur du Championnat d'Italie (1) : 2009
- Vainqueur de la Supercoupe d'Italie (1) : 2009
- Vainqueur du Championnat de Biélorussie (1) : 2015
- Vainqueur de la Coupe de Biélorussie (1) : 2015
- Vainqueur du Championnat de Portugal (2) : 2017, 2018